# Josef Schrötter

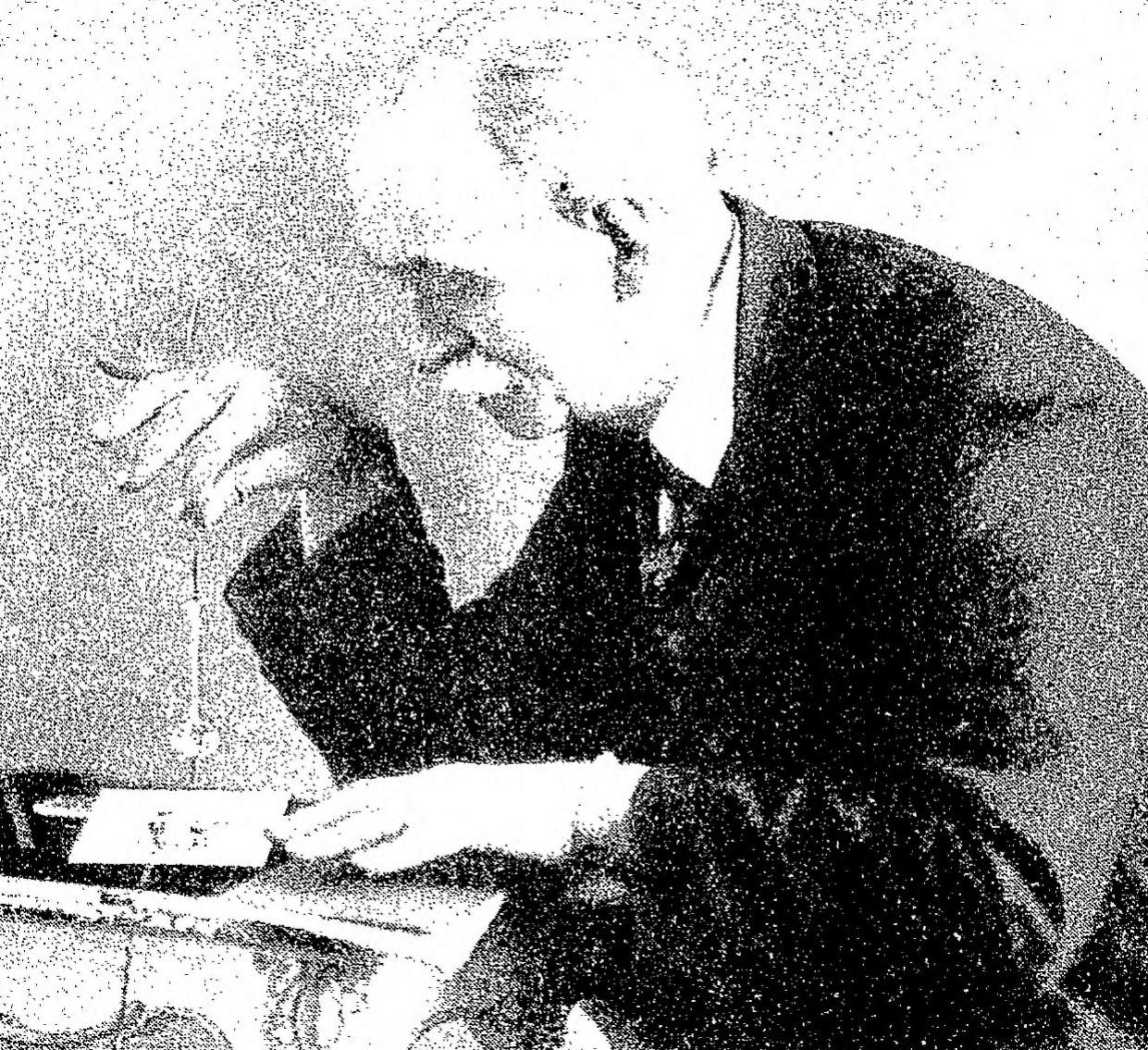
Alfred Bovis při experimentech se siderickým kyvadlem (kolem roku 1935) – ilustrační foto

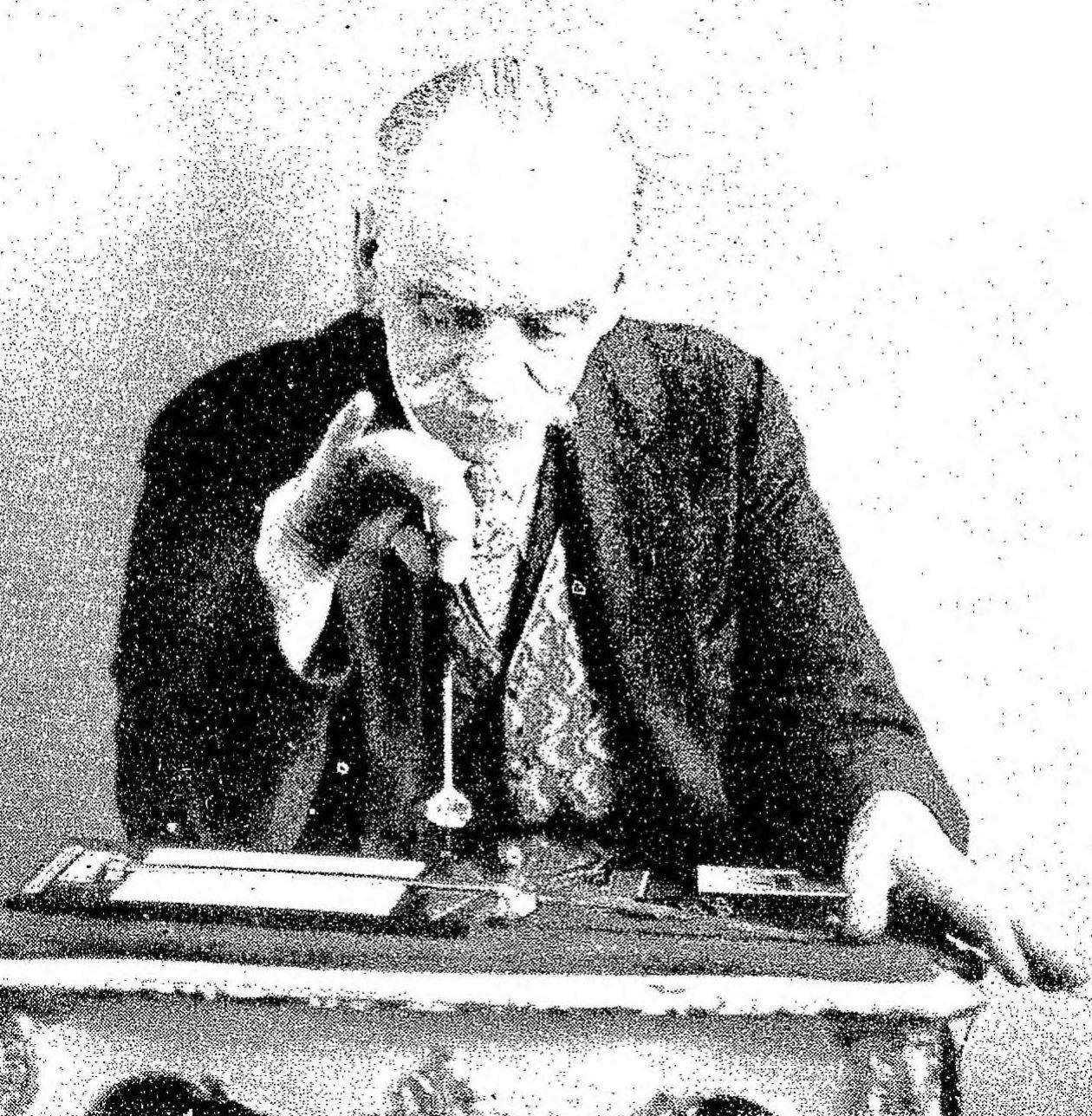
Alfred Bovis při experimentech se siderickým kyvadlem (kolem roku 1935) – ilustrační foto

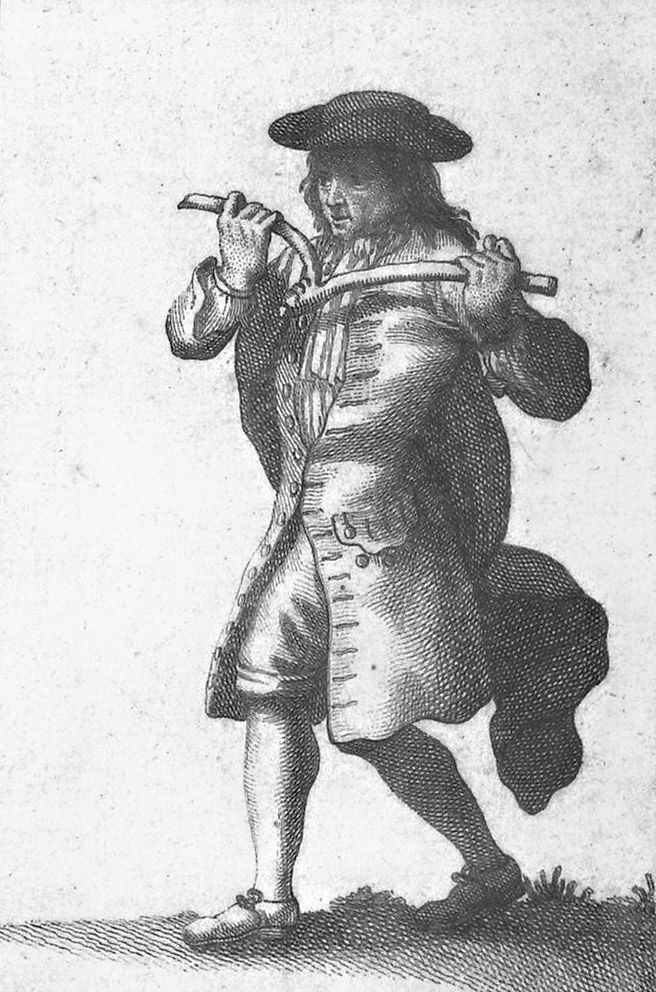
Proutkař při práci (18. století) – ilustrační foto

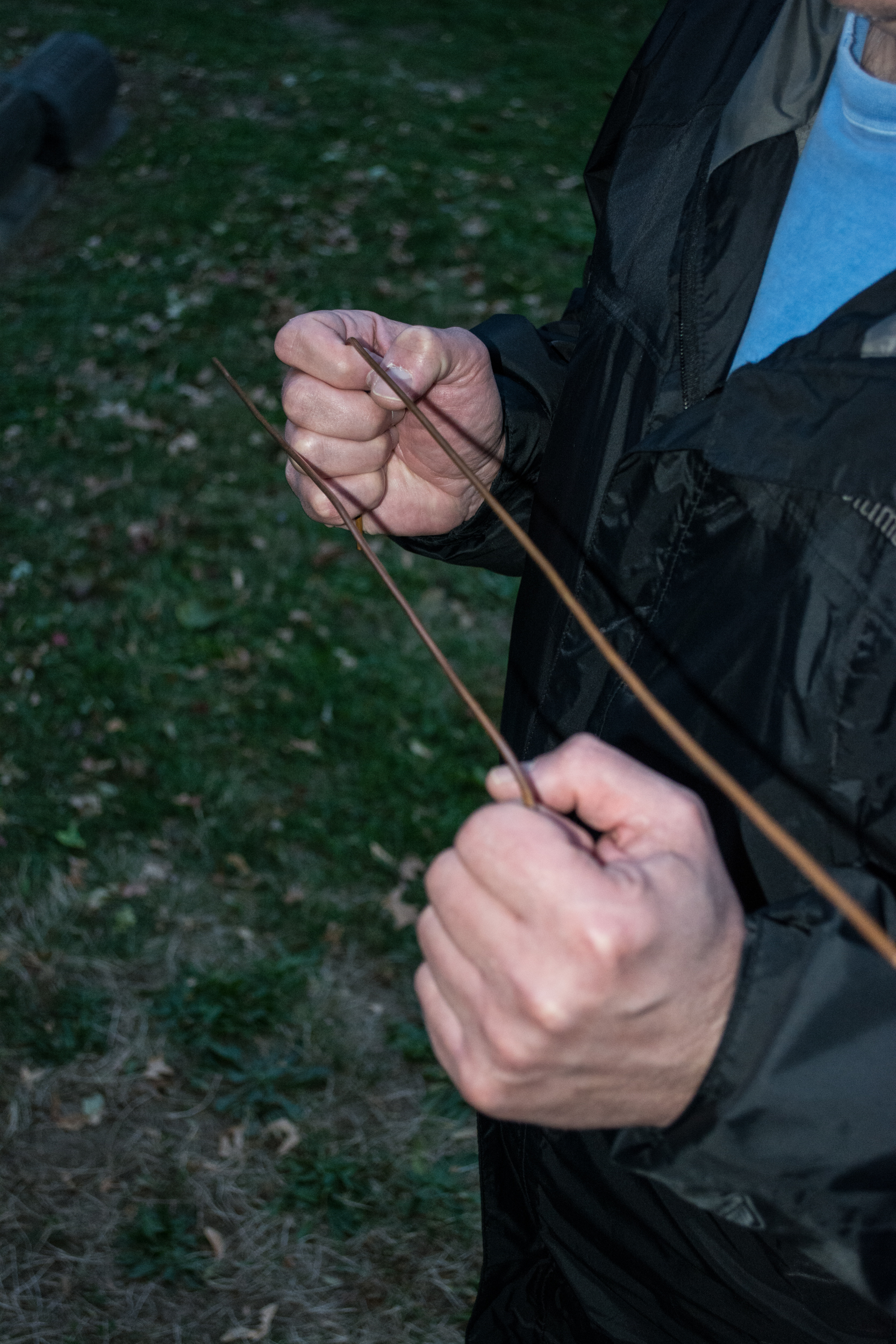
Proutkař při práci (Riverside Cemetery) – ilustrační foto

Josef Schrötter (26. února 1949, Šternberk) je český psychotronik, léčitel, senzibil a záhadolog. Autor více než desítky knih s tematikou železnic, ale též o alternativní medicíně, léčitelství, psychotronice a paranormálních jevech.

## Životopis
Josef Schrötter vyrůstal v železničářské rodině a v tomto oboru i pracoval převážnou část svého profesního života (obor: zabezpečovací technika v železniční dopravě). Jako malý chlapec pomocí siderického kyvadla určoval budoucím matkám pohlaví dětí. K alternativní medicíně jej přivedl jeho přítel psychotronik inženýr Aleš Rumler, který v Šumperku v 70. letech dvacátého století organizoval přednášky o psychotronice. Josef Schrötter se také účastnil kurzů o léčitelství a alternativní medicíně v Uničově  a v Koutech nad Desnou. Po návratu z vojenské prezenční služby pracoval Josef Schrötter na železnici v Šumperku, kde se stal svědkem hledání vodovodního potrubí pomocí virgule (proutkaření). Dva až tři roky se věnoval diagnostice nemocí v lidském těle tak, že rukou nebo virgulí hledal nad přítomnou osobou „anomálie“ lidského biopole. Když viděl v televizi pořad o Karlu Kožíškovi a jeho experimentech s primářem MUDr. Zdeňkem Olivou v Hustopečích u Brna, začal se také věnovat diagnostice pomocí automatické kresby. Kromě diagnostiky a energetické terapie  se Josef Schrötter věnuje i vyhledávání geopatogenních zón (GPZ). V roce 1993 na 8. kongresu pro výzkum psychotroniky v USA byl členem české delegace vedené dr. Zdeňkem Rejdákem.  Na tomto kongresu měl Josef Schrötter přednášku na téma „Vliv geopatogenních zón na bezpečnost dopravy“. V USA se Josef Schrötter setkal poprvé s léčivými 3D obrázky „pro třetí oko“. Pomocí počítače tento typ obrázků také Josef Schrötter sám vytváří a „aktivuje je“. Také provádí diagnostiku čaker, testy šíře lidského biopole a stavu aury. K léčení používá terapeutickou metodu su-jok, stlačování různých bodů na rukou (akupresuru) nebo byliny. Mezi jeho záliby patří malování a historie železnic. Žije v rodinném domku v Dřetovicích na Kladensku.

## Profesní profil
V oblasti psychotroniky, alternativní medicíny a léčitelství se Ing. Josef Schrötter pohybuje více než 25 let. Zaměřuje se v prvé řadě na energetickou terapii a lokalizaci patogenních zón a energií. Diagnostikuje pomocí automatické kresby, úpravy funkce organismu provádí bioenergeticky. Lokalizaci patogenních zón provádí na dálku (nad plánkem) nebo podle potřeby i přímo v terénu.
Dlouhodobě spolupracuje s časopisem (měsíčníkem) Regenerace a týdeníkem Spirit. Také spolupracoval s některými rozhlasovými a televizními stanicemi v pořadech, které se zabývaly alternativní medicínou, psychotronikou, léčitelstvím a paranormálními jevy (pozn. Jednalo se například o pořady: Áčko, Věštírna, Mysteria a tajemna (Mystéria a záhady), Za zrcadlem, Sama doma, Pološero, a další.)

## Publikační činnost
- Schrötter, Josef. Cesty do třetího rozměru s léčivými obrázky. Praha: Eminent, 2012. 107 s. ISBN 978-80-7281-447-3.[3][5]
- Schrötter, Josef. Studánka zdraví a léčivé 3D mandaly. Praha: Eminent, 2013. 139 s. ISBN 978-80-7281-466-4.[3][5]
- Schrötter, Josef. Praktický Su-Jok: zdraví na ruce. Praha: Eminent, 2014. 157 s. ISBN 978-80-7281-476-3.[3][5]
- Schrötter, Josef a Fultner, Bohuslav. Svět lokomotiv. 1. vyd. Brno: CPress, 2014. 160 s. ISBN 978-80-264-0562-7.
- Schrötter, Josef a Fultner, Bohuslav. Od koněspřežky po supervlaky: život na železnici v obrazech s ukázkami železničních stejnokrojů. 1. vydání. Brno: CPress, 2015. 152 stran. ISBN 978-80-264-0946-5.
- Schrötter, Josef. Ozdravení těla i ducha: rady a recepty. Praha: Eminent, 2015. 242 stran. ISBN 978-80-7281-496-1.[3]
- Schrötter, Josef a Bouda, Jiří. Pozor, přijíždí vlak: zabezpečení a řízení dopravy na železnici. 1. vydání. Brno: CPress, 2015. 140 stran. ISBN 978-80-264-0726-3.
- Schrötter, Josef a Fultner, Bohuslav. Svět lokomotiv. 2. vydání. Brno: CPress, 2016. 160 stran. ISBN 978-80-264-1268-7.
- Schrötter, Josef. Železnicí přes mosty a tunely: putování po stavebních skvostech železnice. 1. vydání. Brno: CPress, 2016. 144 stran. ISBN 978-80-264-1344-8.
- Schrötter, Josef. Léčivé dotyky: mudry, reflexní terapie, su-jok, léčivé obrázky. Praha: Eminent, 2017. 222 stran. ISBN 978-80-7281-517-3.[3]
- Schrötter, Josef a Bouda, Jiří. Pozor, přijíždí vlak: zabezpečení a řízení dopravy na železnici. 2. vydání. Brno: CPress, 2017. 140 stran. ISBN 978-80-264-1725-5.
- Schrötter, Josef. Železnicí kolem světa: největší železniční klenoty všech kontinentů. 1. vydání. Brno: CPress, 2017. 144 stran. ISBN 978-80-264-1693-7.
- Schrötter, Josef a Fultner, Bohuslav. Železnice v srdci Evropy: 100 let našich drah. 1. vydání. V Brně: CPress, 2018. 172 stran. ISBN 978-80-264-2141-2.
- Schrötter, Josef. Svět očima psychotronika: jdi, dívej se a vnímej. Praha: Eminent, 2019. 226 stran. ISBN 978-80-7281-542-5.
- Co nevíte o železnici. Brno: CPress, 2020. 144 s. ISBN 978-80-264-3358-3.
- Železniční nehody: Řízení a zabezpečení. Brno: CPress, 2021. 176 s. ISBN 978-80-2643-958-5.
- Putování po pražských nádražích. Brno: CPress, 2022. 160 s. ISBN 978-80-2644-491-6.